# Upper Hutt
Upper Hutt (maor. Orongomai) to miasto w Nowej Zelandii. Położone na południu Wyspy Północnej, około 30 km na południowy wschód od Wellington.

## Miasta partnerskie
- Mesa, USA